# 李煌 (明朝)
李煌（1476年—？），字德融，江西饒州府浮梁縣人，民籍，明朝政治人物。

## 生平
弘治十四年（1501年）辛酉科江西鄉試第五十七名舉人。正德十二年（1517年）中式丁丑科會試第三百二十七名，登第三甲第一百四十八名進士。工部观政，授户部主事，升员外、郎中，卒。

## 家族
曾祖李嗣昌；祖父李思文；父李春，曾任知縣。母余氏。慈侍下。兄李熝。弟李炫、李煬。